# Задача поиска изоморфного подграфа
Задача поиска изоморфного подграфа — это вычислительная задача, в которой входом являются два графа G и H и нужно определить, не содержит ли G подграф, изоморфный графу H.
Задача поиска изоморфного подграфа является обобщением  как задачи о максимальной клике, так и задачи о проверке, не содержит ли граф гамильтонов цикл, а потому является NP-полной. Однако задачи поиска изоморфного подграфа с некоторыми видами подграфов могут быть решены за полиномиальное время.
Иногда также используется название сопоставление подграфа для той же задачи. Это название делает упор на поиске таких подграфов, а не просто на разрешимости.

## Задача разрешимости и вычислительная сложность
Для доказательства, что задача поиска изоморфного подграфа NP-полна, её нужно сформулировать как задачу разрешимости.  Входом задачи разрешимости служит пара графов G и H. Ответ задачи положителен, если H изоморфен некоторому подграфу графа G, и отрицателен в ином случае.
Формальное задание:
Пусть {\displaystyle G=(V,E)}, {\displaystyle H=(V^{\prime },E^{\prime })} —  два графа. Существует ли подграф {\displaystyle G_{0}=(V_{0},E_{0}):V_{0}\subseteq V,E_{0}\subseteq E\cap (V_{0}\times V_{0})}, такой, что {\displaystyle G_{0}\cong H}? Т.е. существует ли отображение {\displaystyle f\colon V_{0}\rightarrow V^{\prime }}, такое, что {\displaystyle (v_{1},v_{2})\in E_{0}\Leftrightarrow (f(v_{1}),f(v_{2}))\in E^{\prime }}?
Доказательство NP-полноты задачи поиска изоморфного подграфа просто и основывается на сведении к этой задаче задачи о клике, NP-полной задачи разрешимости, в которой входом служит один граф G и число k, а вопрос состоит в следующем: содержит ли граф G полный подграф с k вершинами. Для сведения этой задачи к задаче поиска изоморфного подграфа, просто возьмём в качестве графа H полный граф Kk. Тогда ответ для задачи поиска изоморфного подграфа с входными графами  G и H равен ответу для задачи о клике для графа G и числа k. Поскольку задача о клике NP-полна, такая полиномиальная сводимость показывает, что задача поиска изоморфного подграфа также NP-полна.
Альтернативное сведение от задачи о гамильтоновом цикле отображает граф G, который проверяется на гамильтоновость, на пару графов G и H, где H — цикл, имеющий то же число вершин, что и G. Поскольку задача о гамильтоновом цикле является NP-полной даже для планарных графов, это показывает, что задача поиска изоморфного подграфа остаётся NP-полной даже для планарного случая.
Задача поиска изоморфного подграфа является обобщением задачи об изоморфизме графов, которая спрашивает, изоморфен ли граф G графу H — ответ для задачи об изоморфизме графов «да» тогда и только тогда, когда графы G и H имеют одно и то же число вершин и рёбер и задача поиска изоморфного подграфа для графов  G и H даёт «да». Однако статус задачи изоморфизма графов с точки зрения теории сложности остаётся открытым.
Грёгер показал, что если выполнена гипотеза Аандераа — Карпа — Розенберга о сложности запроса монотонных свойств графа, то любая задача поиска изоморфного подграфа имеет сложность запроса Ω(n3/2). То есть решение задачи поиска изоморфного подграфа требует проверки существования или отсутствия во входе Ω(n3/2) различных рёбер графа.

## Алгоритмы
Ульман описал рекурсивную процедуру с возвратом для решения задачи поиска изоморфного подграфа. Хотя время работы этого алгоритма, в общем случае, экспоненционально, он работает за полиномиальное время для любого фиксированного H (то есть время работы ограничено полиномом, зависящим от выбора H). Если G является планарным графом (или, более обще, графом с ограниченным расширением), а H фиксирован, время решения задачи поиска изоморфного подграфа может быть сокращено до линейного времени.
Ульман существенно обновил алгоритм из статьи 1976 года.

## Приложения
Задача поиска изоморфного подграфа была применена в области хемоинформатики для поиска похожести химических соединений по их структурным формулам. Часто в этой области используется термин подструктурный поиск. Структура запроса часто определяется графически с использованием структурного редактора. Основанные на SMILES базы данных обычно определяют запросы с использованием SMARTS, расширения SMILES.
Тесно связанные задачи подсчёта числа изоморфных копий графа H в большем графе G используются для обнаружения шаблона в базах данных,  в биоинформатике взаимодействия протеин-протеин и в методах экспоненциальных случайных графов для математического моделирования социальных сетей.
Ольрих, Эбелинг, Гитинг и Сатер описали приложение задачи поиска изоморфного подграфа в cистеме автоматизированного проектирования электронных схем. Задача сопоставления подграфа является также подшагом при преобразовании графа (требующего наибольшего времени выполнения), а потому предоставляется инструментальными средствами преобразования графа.
Задача также вызывает интерес в области искусственного интеллекта, где она считается частью группы задач сопоставления с образцом в графах. Также рассматривается в этой области расширение задачи поиска изоморфного графа, известное как анализ графа.